# クリストファー・デュラング
クリストファー・デュラング（Christopher Durang, 1949年1月2日 - 2024年4月2日）は、アメリカ合衆国の劇作家。風変わりで時に不条理な戯曲で知られる。1980年代にとくに人気があった。

## 経歴
デュラングはニュージャージー州モントクレア（Montclair）の生まれ。母親は秘書をしていたパトリシア・エリザベス、父親は建築家のフランシス・フェルディナンド・デュラング・ジュニア。バークレー・ハイツ（Berkeley Heights）で育つ。子供の頃は、ニュー・プロヴィデンス（New Providence）のOur Lady of Peace Schoolなどカトリック・スクールに通った。ハーバード大学で英語学の文学士（B.A.）を、イェール・スクール・オブ・ドラマYale School of Dramaで美術学修士号（M.F.A.）を取得。パートナーのジョン・オーガスティンとペンシルベニア州バックス郡に住んでいる。二人は20年間一緒である。
Dramatists Guild of America議会のメンバーで、ジュリアード音楽院の劇作講座の共同座長でもある。
2024年4月2日にペンシルベニア州バックス郡の自宅で死去。75歳没。

## 作品

### 戯曲
デュラングが主に扱うのは、児童虐待、カトリック教会の教義と文化、そして同性愛である。
デュラングの作品はブロードウェイ、オフ・ブロードウェイを含めてアメリカ合衆国内のあちこちで広く上演されてきた。
主な作品は次の通り。
- The Idiots Karamazov（初演：1974年） - Albert Innauratoと共作。主演：メリル・ストリープ。『カラマーゾフの兄弟』に基づく。
- Titanic（初演：1974年5月、イェール・スクール・オブ・ドラマ） - 出演：クリスティーナ・エスタブルック、シガニー・ウィーバー
- The Nature and Purpose of the Universe（初演：1975年）
- The Vietnamization of New Jersey（初演：1977年1月28日、コネチカット州ニューヘイブン、Yale Repertory Theatre）
- A History of the American Film（1978年3月30日）
- 'Dentity Crisis（初演：1978年10月13日）
- Sister Mary Ignatius Explains It All for You（初演：1979年12月14日、ニューヨーク、Ensemble Studio Theatre）
  - テレビ映画化『Sister Mary Explains It All』（2001年） - 主演：ダイアン・キートン、ローラ・サン・ジャコモ。
- Beyond Therapy（初演：1981年1月1日、ニューヨーク、Marymount Manhattan Theatre） - 主演：シガニー・ウィーバー、スティーヴン・コリンズ。
  - 映画化『ニューヨーカーの青い鳥（Beyond Therapy）』（1987年） - 監督：ロバート・アルトマン、主演：ジュリー・ハガティ、ジェフ・ゴールドブラム、グレンダ・ジャクソン、トム・コンティ、クリストファー・ゲスト。
- 役者の悪夢（The Actor's Nightmare）（1981年） - 日本語訳：三田地里穂（而立書房、現代アメリカ演劇叢書）
- Baby with the Bathwater（初演：1983年3月31日、マサチューセッツ州ケンブリッジ、American Repertory Theatre）
- The Marriage of Bette and Boo（初演：1985年） - 主演：シガニー・ウィーバー。
- Laughing Wild（1987年）
- Betty's Summer Vacation（1999年）
- Mrs. Bob Cratchit's Wild Christmas Binge（2002年） - ミュージカル。チャールズ・ディケンズの『クリスマス・キャロル』のパロディ。
- Adrift in Macao（2005年） - ミュージカル。
- Miss Witherspoon（2005年）

『Sister Mary Ignatius Explains It All for You』、『The Marriage of Bette and Boo』、『Betty's Summer Vacation』ではオビー賞を受賞。『A History of the American Film』はトニー賞ミュージカル脚本賞（Tony Award for Best Book of a Musical）にノミネートされた。2006年には『Miss Witherspoon』がピューリッツァー賞 戯曲部門の最終候補に残った。
他に『Durang/Durang』と題された一夜興業の1幕パロディ集があり、それには『Mrs. Sorken』、『A Stye Of the Eye』、『Nina in the Morning』、『Wanda's Visit』、『Business Lunch at the Russian Tea Room』、そしてテネシー・ウィリアムズ『ガラスの動物園』のパロディ『For Whom The Southern Belle Tolls』が含まれる。
さらに、『The Nun Who Shot Liberty Valence』、『The House of Husbands』（ウェンディ・ワッサースタインとの共作）、『The Adventures of Lola』未製作の脚本がある。

### 映画
『ニューヨーカーの青い鳥』では、ロバート・アルトマンとともに脚本を書いた。

### 俳優
デュラングは舞台・映画で俳優もこなしている。オフ・ブロードウェイの『Das Lusitania Songspiel』ではイェール・スクール・オブ・ドラマの同窓生で仲間・友人のシガニー・ウィーバーと共演し、皮肉な批評を受けている。ウィーバーとは自作の『The Marriage of Bette and Boo』でも共演した。